# فشفشه

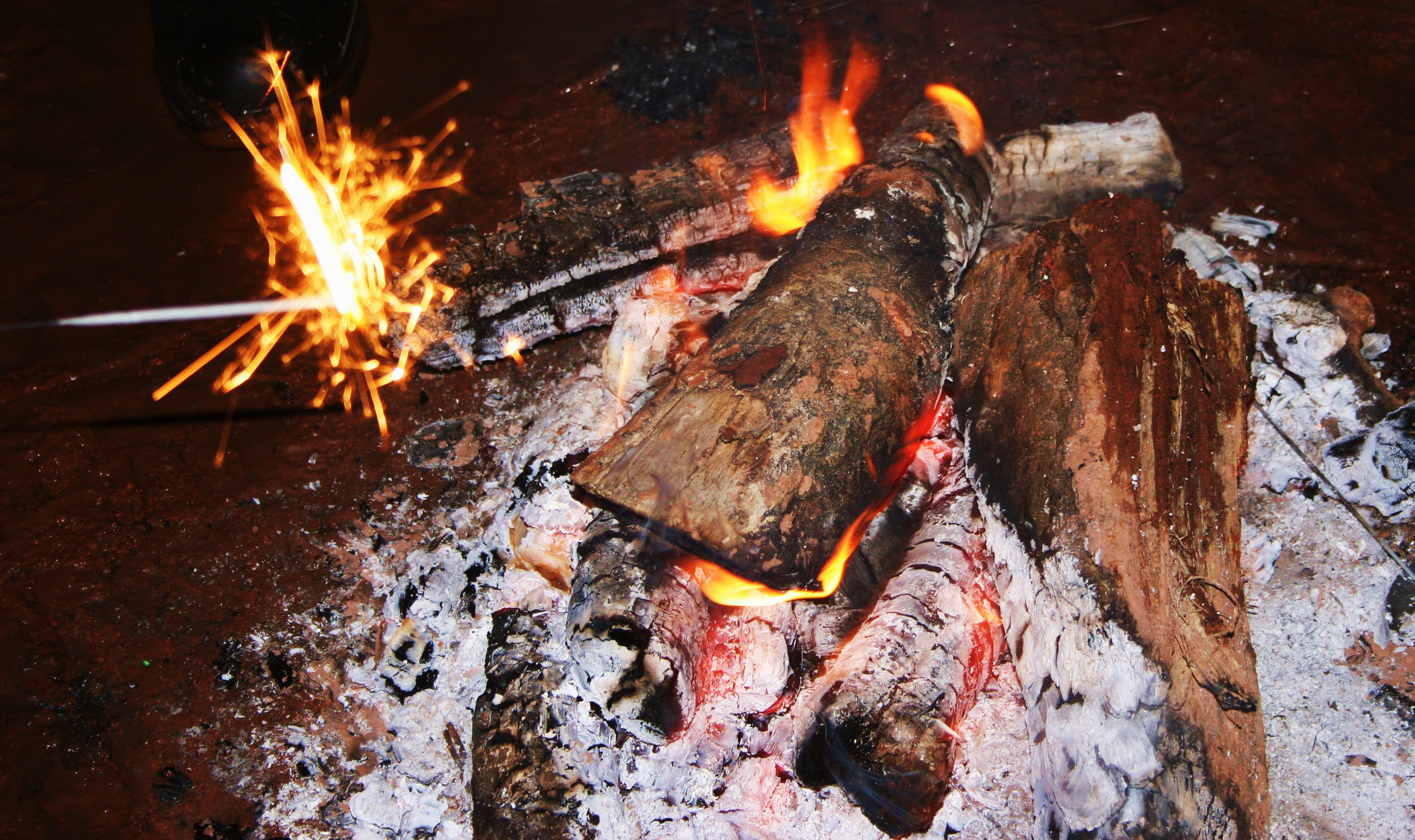
روشن‌کردن آتش برروی هیزم و روشن‌کردن فشفشه، از رسوم مرتبط با جشن چهارشنبه‌سوری است.

فشفشه. [ ف ِ ف ِ ش َ/ ش ِ ] (اِ) لوله ٔ دراز و باریک از کاغذ یا مقوا که داخل آن باروت ریزند و آن را آتش زنند و از آن آوایی برآید. || مقوایی که در داخل آن مواد محترقه تعبیه شده و پس از احتراق به هوا رود. (فرهنگ فارسی معین )
فشفشه یکی از ابزارهای آتش‌بازی است که به‌خصوص در مراسم چهارشنبه‌سوری و میهمانی‌های تولد و جشن‌های کوچک‌تر به‌کار می‌رود.
عملکرد فشفشه این است که هنگام سوختن و پرتاب‌کردن جرقه از خود، نوری زیبا می‌پراکنَد و صدای فش‌فش‌مانند می‌دهد که بر این اساس نام‌گذاری شده‌است.
مواد آتش‌زای به‌کاررفته، نیترات باریم، پودر آهن، پودر منیزیم و چسب آن دکسترین می‌باشد که دور سیم مفتول آهن، مانند الکترودِ جوش چسبیده شده‌است.
بعضی از فشفشه‌ها که از گَرد فلز منیزیم ساخته می‌شوند، در طی سوختنِ فلز منیزیم به‌دست می‌آیند:
Mg + O2 ---- MgO
از MgO (گَرد فلز منیزیم که سفیدرنگ است) برای تولید نوع خاصی از فشفشه‌ها استفاده می‌شود.